# Iria Gómez Concheiro
Iria Gómez Concheiro (Ciudad del México, 1979) es una directora de cine y guionista mexicana.

## Trayectoria
Estudió la carrera técnica de Fotografía en la Escuela Activa de Fotografía y se licenció en el Centro de Capacitación Cinematográfica de la Ciudad de México y se especializó en fotografía cinematográfica en 2005 en el Centro Esperimental de Cine de Roma, con Vittorio Storaro. También participó en un diplomado de cine documental impartido por el realizador chileno Patricio Guzmán.
Fundó la productora Ciudad Cinema con la que ha producido proyectos independientes en México, Colombia e Italia. En 2006 con el cortometraje Dime lo que sientes, su trabajo de graduación, ganó varios premios, entre ellos el Ariel al mejor cortometraje de la Academia Mexicana de Ciencias y Artes Cinematográficas. Asalto al cine es su primer largometraje con guion del colombiano Pablo Gómez. Se estrenó mundialmente en el Festival de Cine de Sundance y fue galardonado con el premio a la Mejor ópera prima en el Festival de Cine de Guadalajara además de competir en el apartado 'Horizontes Latinos' en el Festival Internacional de Cine de San Sebastián de 2011.
Junto a su trayectoria como cineasta Iria Gómez Concheiro ha dado clases a comunidades marginadas. También participó en la creación de un centro cultural en Nicaragua 15 llamado "La central del pueblo" donde se impartían talleres de artes y oficios para la comunidad y donde filmaron Antes del olvido, coproducción de Colombia y México, estrenada en 2018 tras experimentar de cerca durante siete años los problemas de desalojo y la gentrificación en Ciudad de México como modelo de sistema explica. Traté de hacer una especie de abanico de todas las generaciones, porque estas son las que se ven afectadas por el destierro de su lugar de origen, y no sólo es la gente la que se ve afectada, también la cultura de un barrio. Cuando sacan a la gente de su barrio este se queda sin su historia, tradiciones y arraigo cultural, es por eso que la película puede abarcar tanto, desde un chavo de 16 años, hasta una persona mayor de 95 años.
La película, en cuyo guion también participó Pablo Gómez, cuenta la historia de Fermín, un hombre que vive entre el trabajo de diablero y su encierro en casa junto a otras familias del vecindario se unirán ante la amenaza de ser desalojados para luchar y defender sus viviendas. El largometraje ha sido presentado en la Sección de Largometraje Mexicano de la 16.ª edición del Festival Internacional de Cine de Morelia (FICM) y en octubre de 2021 en el IV festival de Cine por mujeres.

## Filmografía
- Memoria del olvido (2002)  - corto
- Los evangelistas (2003) - corto
- Taglionetto (2004) - corto
- Primavera joven (2005) - corto
- Dime lo que sientes (2006) - corto
- La changa (2007) - corto
- En punto  (2008) - corto
- Asalto al cine (2011)
- Esperando a los bárbaros - Aquí hay dragones  (2011)[6]
- Antes del olvido (2018)

## Premios y reconocimientos
Entre otros

### ConDime lo que sientes(2006)
- Premio Especial Studio 5 de Mayo en el 4.° FICM;
- Premio Signis en el 18.° Festival de Cine Latinoamericano de Toulouse, Francia;
- Premio Vivimilano de la crítica cinematográfica en el 11.° Festival de Cine de Milano, Italia;
- Mejor Cortometraje en el 4.° Pacific Meridian Vladivostok Film Festival, Rusia;
- Mejor Cortometraje de Ficción en la 49° entrega de los Premios Ariel de la Academia Mexicana de Artes y Ciencias Cinematográficas (AMACC), México,

### ConAsalto al cine (2011)
- 2012 premio a la Mejor Opera prima Festival internacional de Cine en Guadalajara.[2]
- Premio Casa de las Américas de postproducción en el Festival de Cine de San Sebastián.

### ConAntes del olvido (2018)
- Mejor Película Mexicana Festival Internacional de Cine de Guanajuato